# Eilema vicara
Eilema vicara là một loài bướm đêm thuộc phân họ Arctiinae, họ Erebidae.